# Mistrzostwa Świata w Kolarstwie Torowym 2010
107. Mistrzostwa Świata w Kolarstwie Torowym 2010 - odbyły się w Ballerup Super Arena w Kopenhadze, w dniach 24 - 28 marca 2010. Były to jedenaste mistrzostwa, które rozegrane zostały w stolicy Danii - ostatni raz w 2002. W programie mistrzostw znalazło się dziewięć konkurencji dla kobiet: sprint indywidualny, sprint drużynowy, wyścig na dochodzenie wyścig punktowy, wyścig na 500 m, scratch keirin, wyścig drużynowy na dochodzenie i omnium oraz dziesięć konkurencji dla mężczyzn: sprint indywidualny, sprint drużynowy, wyścig indywidualny na dochodzenie, wyścig drużynowy na dochodzenie, wyścig punktowy, wyścig ze startu zatrzymanego, wyścig na 1 km, wyścig drużynowy na dochodzenie, madison, keirin, scratch i omnium.
Polskę reprezentowało 14 zawodników - 5 kobiet i 9 mężczyzn.

## Medaliści

### kobiety
| Konkurencja                         | Data          | Złoto                                                        | Srebro                                                                      | Brąz                                                            |
| ----------------------------------- | ------------- | ------------------------------------------------------------ | --------------------------------------------------------------------------- | --------------------------------------------------------------- |
| 500 m ze startu zatrzymanego        | 24 marca 2010 | Anna Meares                                                  | Simona Krupeckaitė                                                          | Olga Panarina                                                   |
| 3000 m indywidualnie na dochodzenie | 24 marca 2010 | Sarah Hammer                                                 | Wendy Houvenaghel                                                           | Vilija Sereikaitė                                               |
| sprint drużynowy                    | 25 marca 2010 | Australia · Anna Meares · Kaarie McCulloch                   | Chiny · Gong Jinjie · Lin Junhong                                           | Litwa · Simona Krupeckaitė · Gintarė Gaivenytė                  |
| 3 km drużynowo na dochodzenie       | 25 marca 2010 | Australia · Ashlee Ankudinoff · Sarah Kent · Josephine Tomic | Wielka Brytania · Elizabeth Armitstead · Wendy Houvenaghel · Joanna Rowsell | Nowa Zelandia · Rushlee Buchanan · Lauren Ellis · Alison Shanks |
| scratch (10 km)                     | 26 marca 2010 | Pascale Jeuland                                              | Yumari González                                                             | Belinda Goss                                                    |
| omnium                              | 27 marca 2010 | Tara Whitten                                                 | Elizabeth Armitstead                                                        | Leire Olaberria                                                 |
| sprint indywidualny                 | 27 marca 2010 | Victoria Pendleton                                           | Guo Shuang                                                                  | Simona Krupeckaitė                                              |
| wyścig punktowy (25 km)             | 28 marca 2010 | Tara Whitten                                                 | Lauren Ellis                                                                | Tacciana Szarakowa                                              |
| keirin                              | 28 marca 2010 | Simona Krupeckaitė                                           | Victoria Pendleton                                                          | Olga Panarina                                                   |

### mężczyźni
| Konkurencja                       | Data          | Złoto                                                                      | Srebro                                                                  | Brąz                                                                      |
| --------------------------------- | ------------- | -------------------------------------------------------------------------- | ----------------------------------------------------------------------- | ------------------------------------------------------------------------- |
| wyścig punktowy (40 km)           | 24 marca 2010 | Cameron Meyer                                                              | Peter Schep                                                             | Milan Kadlec                                                              |
| sprint drużynowy                  | 24 marca 2010 | Niemcy · Maximilian Levy · Robert Förstemann · Stefan Nimke                | Francja · Grégory Baugé · Michaël D’Almeida · Kévin Sireau              | Wielka Brytania · Ross Edgar · Jason Kenny · Chris Hoy                    |
| scratch (15 km)                   | 25 marca 2010 | Alex Rasmussen                                                             | Juan Esteban Arango                                                     | Kazuhiro Mori                                                             |
| 4 km indywidualnie na dochodzenie | 25 marca 2010 | Taylor Phinney                                                             | Jesse Sergent                                                           | Jack Bobridge                                                             |
| keirin                            | 25 marca 2010 | Chris Hoy                                                                  | Azizul Hasni Awang                                                      | Maximilian Levy                                                           |
| 1 km ze startu zatrzymanego       | 26 marca 2010 | Teun Mulder                                                                | Michaël D’Almeida                                                       | François Pervis                                                           |
| 4 km drużynowo na dochodzenie     | 26 marca 2010 | Australia · Jack Bobridge · Michael Hepburn · Cameron Meyer · Rohan Dennis | Wielka Brytania · Steven Burke · Ed Clancy · Ben Swift · Andrew Tennant | Nowa Zelandia · Sam Bewley · Westley Gough · Peter Latham · Jesse Sergent |
| madison (50 km)                   | 27 marca 2010 | Australia · Leigh Howard · Cameron Meyer                                   | Francja · Morgan Kneisky · Christophe Riblon                            | Belgia · Ingmar De Poortere · Steve Schets                                |
| omnium (1 km)                     | 28 marca 2010 | Ed Clancy                                                                  | Leigh Howard                                                            | Taylor Phinney                                                            |
| sprint indywidualny               | 28 marca 2010 | Grégory Baugé                                                              | Shane Perkins                                                           | Kévin Sireau                                                              |

## Skład i wyniki reprezentantów Polski

### kobiety
- Renata Dąbrowska (PTC Pruszków) - odpadła w repasażu po 1. rundzie (keirin), 20. (500 m ze startu zatrzymanego), 25. (sprint), 9. (sprint drużynowy), 12. (omnium)
- Aleksandra Drejgier (PTC Pruszków) - 9. (sprint drużynowy)
- Edyta Jasińska (MDK Bydgoszcz) - 12. (drużynowo na dochodzenie)
- Katarzyna Pawłowska (PTC Pruszków) - 12. (drużynowo na dochodzenie)
- Małgorzata Wojtyra (BoGo Szczecin) - 6. (scratch), 12. (drużynowo na dochodzenie)

### mężczyźni
- Maciej Bielecki (PTC Pruszków) - 9. (sprint drużynowy)
- Kamil Kuczyński (PTC Pruszków) - 9. (sprint drużynowy), 11. (1 km)
- Damian Zieliński (Gryf Szczecin) - 9. (sprint drużynowy), 23. (sprint)
- Adrian Tekliński (Stal Grudziądz) - 18. (1 km), 35. (sprint)
- Łukasz Bujko (PTC Pruszków) - 17. (scratch), 13. (wyścig punktowy), nie ukończył (madison)
- Piotr Kasperkiewicz (KTK Kalisz) - 14. (drużynowo na dochodzenie)
- Grzegorz Stępniak (Stal Grudziądz) - 14. (drużynowo na dochodzenie), 16. (omnium)
- Paweł Brylowski (Stal Grudziądz) - 14. (drużynowo na dochodzenie)
- Dawid Głowacki (Stal Grudziądz) - 14. (drużynowo na dochodzenie), nie ukończył (madison)

## Tabela medalowa
| Miejsce | Państwo           |   |   |   | Razem |
| ------- | ----------------- | - | - | - | ----- |
| 1.      | Australia         | 6 | 2 | 2 | 10    |
| 2.      | Wielka Brytania   | 3 | 5 | 1 | 9     |
| 3.      | Francja           | 2 | 3 | 2 | 7     |
| 4.      | Stany Zjednoczone | 2 | 0 | 1 | 3     |
| 5.      | Kanada            | 2 | 0 | 0 | 2     |
| 6.      | Litwa             | 1 | 1 | 3 | 5     |
| 7.      | Holandia          | 1 | 1 | 0 | 2     |
| 8.      | Niemcy            | 1 | 0 | 1 | 2     |
| 9.      | Dania             | 1 | 0 | 0 | 1     |
| 10.     | Nowa Zelandia     | 0 | 2 | 2 | 4     |
| 11.     | Chiny             | 0 | 2 | 0 | 2     |
| 12.     | Kolumbia          | 0 | 1 | 0 | 1     |
|         | Kuba              | 0 | 1 | 0 | 1     |
|         | Malezja           | 0 | 1 | 0 | 1     |
| 15.     | Białoruś          | 0 | 0 | 3 | 3     |
| 16.     | Belgia            | 0 | 0 | 1 | 1     |
|         | Czechy            | 0 | 0 | 1 | 1     |
|         | Hiszpania         | 0 | 0 | 1 | 1     |
|         | Japonia           | 0 | 0 | 1 | 1     |